# Maria Antònia de Baviera

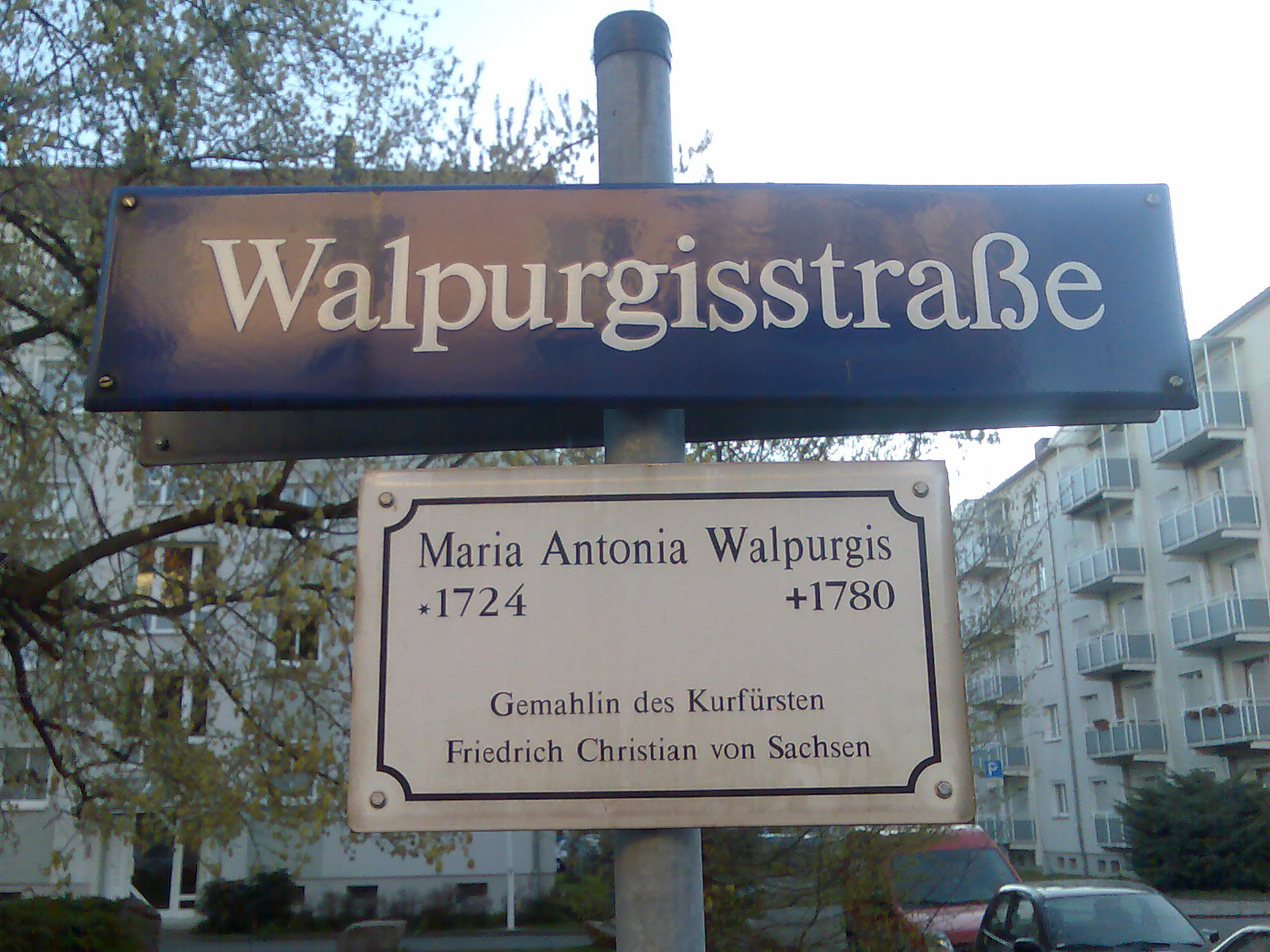
Carrer dedicat a Maria Antònia Walpurgis a Dresden, Alemanya

Maria Antònia Walpurgis de Baviera (Múnic, 18 de juliol de 1724-Dresden, 23 d'abril de 1780) fou una mecenes, compositora, pintora i escriptora alemanya.
Filla del príncep elector Carles Albert I de Baviera i de Maria Amàlia d'Àustria, neta de l'emperador Josep I, i besnéta d'emperador Leopold I, va néixer al Palau de Nymphenburg, de Múnic.

## Matrimoni i fills
El 20 de juny de 1747 s'escau el seu casament a Dresden amb el seu cosí germà, que posteriorment seria príncep electe de Saxònia, Frederic Cristià, que morí 10 setmanes després d'accedir al tron, el 17 de desembre de 1763. Tingueren aquests fills:
- Bebè (Dresden, 9 de juny de 1748, mort després del part).
- Frederic August III o I, nascut Joseph Maria Anton Johann Nepumuk Aloys Xaver (Dresden, 23 de desembre de 1750-ibíd., 5 de maig de 1827), príncep electe i posteriorment rei de Saxònia, gran duc de Varsòvia.
- Carl Maximilian Maria Anton Johann Nepomuk Aloys Franz Xaver Januar (Dresden, 24 de setembre de 1752-ibíd., 8 de setembre de 1781), príncep de Saxònia.
- Joseph Maria Ludwig Johann Nepomuk Aloys Gonzaga Franz Xaver Januar Anton de Padua Polycarp (Dresden, 26 de gener de 1752-ibíd., 25 de març de 1781), príncep de Saxònia.
- Antoni I de Saxònia, nascut Anton Clemens Theodor Maria Joseph Johann Evangelista Johann Nepomuk Franz Xaver Aloys Januar (Dresden, 27 de desembre de 1755-Pillnitz, 6 de juny de 1836), Regne de Saxònia.
- Maria Amàlia Anna de Saxònia (Maria Amalie Anna Josephina Antonia Justina Augusta Xaveria Aloysia Johanna Nepomucena Magdalena Walpurgis Catharina) (Dresden, 26 de setembre de 1757-Neuburg an der Donau, 28 d'abril de 1813), princesa de Saxònia, casada amb Karl III August Christian (Düsseldorf, 29 d'octubre de 1746 - Mannheim, 1 d'abril de 1795), duc del Palatinat Birkenfeld-Zweibrücken.
- Maximilià de Saxònia (Maximilian Maria Joseph Anton Johann Baptist Joh. Evangelista Ignaz Augustin Xaver Aloys Johann Nepomuk Januar Hermenegild Agnellus Paschalis, Dresde, 13 d'abril de 1759-ibíd. 3 de gener de 1838), príncep de Saxònia, casat amb Carolina Maria Teresa Josefina de Borbó (Parma, 22 de novembre de 1770-Dresden, 1 de març de 1804), princesa d'Espanya i Parma.
- Therese Maria Josephina Magdalena Anna Antonia Walpurgis Ignatia Xaveria Augusta Alysia Fortunata (Múnic, 27 de febrer de 1761-Dresden, 26 de novembre de 1820), princesa de Saxònia.
- Bebè (1762, nascut mort).

## Vida pública
Dresden havia esdevingut un dels centres musicals més importants del segle XVIII i, un cop hi arribà, va fer de la seva cort, juntament amb el seu marit, un centre d'activitat cultural. Ella es dedicà a compondre i actuar com a cantant i clavecinista als teatres de la cort, interpretant peces pròpies i alienes. Maria Antònia Walpurgis va mantenir amistat amb els grans intel·lectuals de l'època, com el poeta Pietro Metastasio i els compositors Giovanni Battista Ferrandini, Nicola Porpora i Johann Adolph Hasse, dels quals fou deixebla, o el director d'orquestra Johann Gottlieb Naumann.
Va ser una de les primeres dones a ingressar a l'Acadèmia dell'Arcàdia de Roma, amb el pseudònim ETPA (Ermelinda Talea Pastorella Arkadia).
Gairebé tota la seva producció musical es va perdre amb les guerres, segurament a la Guerra dels Set Anys –durant la qual va haver de fugir de la ciutat i refugiar-se a Praga i a Munic– o, molt més tard, durant els bombardejos sobre Dresden en la II Guerra Mundial. I encara alguna de les seves obres confirmades s'atribueix incorrectament a altres músics coetanis, com el Talestris. Com a llibretista va ser autora del text de diverses cantates de Hasse i d'altres músics italians que treballaven a Dresden i a Viena, com Giovanni Alberto Ristori o Gennaro Manna.

## Obra
- Operística: 
  - Il trionfo della fedeltá, sota l'assistència de Hasse i Metastasio, estrenada a Dresden l'estiu de 1754, imprès al taller de Bernhard Christoph Breitkopf el mateix any.
  - Talestris, reina de les amazones* (música de Ferrandini), estrena el 1763, impressió: 1765.
- Altres treballs:
  - Cantates per a Hasse, Mana, Ristori.
  - També per a Hasse el text per a l'oratori La conversione di S. Agostine.[1][3]

## Altres activitats
Fou també mecenes de músics i literats, com per exemple dels pintors de la família Mengs, entre d'altres. També fou una emprenedora: el 1763 invertí en una fàbrica tèxtil i fou propietària des del 1766 de la Bayrische Brauhaus (cerveseria bavaresa) a Dresden. Fou membre de l'Orde de les Esclaves de la Virtut, que és l'hàbit amb què l'enterraren. Al final de la seva vida escriví el tractat De la fortificació de l'ànima contra els horrors de la mort.

## Distincions honorífiques
- Dama Gran Creu de l'Orde de Santa Caterina (Imperi rus).
- Dama de l'Orde de la Creu Estrellada (SIRG).